# Hans Wilhelm Gyllengranat
Hans Wilhelm Gyllengranat, född 13 mars 1749, död 3 december 1803 i Stockholm, var en svensk friherre och militär.
Hans Wilhelm Gyllengranat var son till artillerikaptenen Wilhelm Burchard Gyllengranat och Catharina Helena Lovisin. Han blev kadett vid artilleriet 1754, konstapel samma år, styckjunkare 1762, underlöjtnant vid artilleriet i Finland 1765, transporterades till artilleriet i Stockholm 1773, blev löjtnant där 1775 och kapten 1783. Gyllengranat blev major 1788, överstelöjtnant och brigadchef i Skåne 1790, och var 1794–1797 överste och chef för Svea artilleriregemente. Gyllengranat deltog i Gustav III:s ryska krig och blev genom sin bekantskap med Carl Fredrik Pechlin misstänkt för delaktighet i mordet på Gustav III och togs i förvar. Han blev riddare av Svärdsorden 1794.